# Swiss Super League (2003/2004)
Swiss Super League (2003/2004) – 105. edycja najwyższej piłkarskiej klasy rozgrywkowej w  Szwajcarii. Rozpoczęły się 16 lipca 2003 roku, zakończyły się natomiast 23 maja 2004 roku. W rozgrywkach wzięło udział dziesięć drużyn. Mistrzowski tytuł wywalczyła drużyna FC Basel. Królem strzelców ligi został Stéphane Chapuisat z BSC Young Boys, który zdobył 23 gole. Przed sezonem liga zmieniła nazwę na Swiss Super League i została zmniejszona do dziesięciu zespołów.

## Drużyny
| Uczestnicy poprzedniej edycji                                                                                 | Uczestnicy poprzedniej edycji | Uczestnicy poprzedniej edycji | Uczestnicy poprzedniej edycji |
| --- | ----------------------------- | ----------------------------- | ----------------------------- |
| GRA | Grasshopper Club Zurych       | 1                             |                               |
| BAS | FC Basel                      | 2                             |                               |
| NEU | Neuchâtel Xamax               | 3                             |                               |
| YBO | BSC Young Boys                | 4                             |                               |
| ZUR | FC Zürich                     | 5                             |                               |
| SER | Servette FC                   | 6                             |                               |
| THU | FC Thun                       | 7                             |                               |
| WIL | FC Wil                        | 8                             |                               |
| AAR | FC Aarau                      | 9                             |                               |
| GAL | FC Sankt Gallen               | 10                            |                               |
| Oznaczenia: - kolumna pierwsza – skróty nazw drużyn, - kolumna trzecia – miejsce zajęte w poprzednim sezonie. |                               |                               |                               |

Po poprzednim sezonie spadły: FC Luzern i SR Delémont.

## Rozgrywki

### Tabela
| Lp. | Drużyna                 | M  | Z  | R  | P  | Bramki | Bramki | Różn. | Pkt | Uwagi                                         |                            |
| --- | ----------------------- | -- | -- | -- | -- | ------ | ------ | ----- | --- | --------------------------------------------- | -------------------------- |
| 1   | FC Basel                | 36 | 26 | 7  | 3  | 86     | 32     | +54   | 85  | Liga Mistrzów UEFA • III runda kwalifikacyjna |                            |
| 2   | BSC Young Boys          | 36 | 22 | 6  | 8  | 75     | 48     | +27   | 72  | Liga Mistrzów UEFA • II runda kwalifikacyjna  |                            |
| 3   | Servette FC             | 36 | 15 | 7  | 14 | 61     | 62     | −1    | 52  | Puchar UEFA • II runda kwalifikacyjna         |                            |
| 4   | FC Zürich               | 36 | 14 | 8  | 14 | 58     | 52     | +6    | 50  |                                               |                            |
| 5   | FC Sankt Gallen         | 36 | 14 | 8  | 14 | 54     | 57     | −3    | 50  |                                               |                            |
| 6   | FC Thun                 | 36 | 13 | 10 | 13 | 51     | 57     | −6    | 49  |                                               |                            |
| 7   | Grasshopper Club Zurych | 36 | 12 | 5  | 19 | 62     | 74     | −12   | 41  |                                               |                            |
| 8   | FC Aarau                | 36 | 9  | 11 | 16 | 57     | 69     | −12   | 38  |                                               |                            |
| 9   | Neuchâtel Xamax         | 36 | 10 | 6  | 20 | 46     | 63     | −17   | 36  | Baraże o Super League                         |                            |
| 10  | FC Wil (S)              | 36 | 7  | 8  | 21 | 37     | 73     | −36   | 29  | Puchar UEFA • II runda kwalifikacyjna         | Spadek do Challenge League |

### Baraże o Super League
Drużyna, która zajęła 9. pozycję w Super League zagrała dwumecz przeciwko wicemistrzowi Challenge League.
| 29 maja 2004 | Neuchâtel Xamax · Forschelet 28' · Rey 50' | 2:01:0 | FC Vaduz | Stade de la Maladière, Neuchâtel |
|              |                                            |        |          |                                  |

| 31 maja 2004 | FC Vaduz · Burgmeier 12' · Gohouri 35' | 2:12:0 | Neuchâtel Xamax · 55' M'Futi | Rheinpark Stadion, Vaduz |
|              |                                        |        |                              |                          |

## Najlepsi strzelcy
23 bramki
- Stéphane Chapuisat (BSC Young Boys)

19 bramek
- Mohamed Kader (Servette FC)

17 bramek
- Leandro Fonseca (BSC Young Boys)
- Richard Nuñez (Grasshopper Club Zurych)
- Alexander Tachie-Mensah (FC Sankt Gallen)

16 bramek
- Ionel Gane (Grasshopper Club Zurych)
- Christian Giménez (FC Basel)

13 bramek
- Artur Petrosjan (FC Zürich)
- Marco Streller (FC Basel)